# Јулисиз (Пенсилванија)
Јулисиз (енгл. Ulysses) град је у америчкој савезној држави Пенсилванија.

## Демографија
По попису из 2010. године број становника је 621, што је 63 (-9,2%) становника мање него 2000. године.
| Група             | 2000.       | 2010.       |
| Белци             | 671 (98,1%) | 612 (98,6%) |
| Афроамериканци    | 0 (0,0%)    | 5 (0,8%)    |
| Азијати           | 0 (0,0%)    | 0 (0,0%)    |
| Хиспаноамериканци | 4 (0,6%)    | 2 (0,3%)    |
| Укупно            | 684         | 621         |